# Fossà
Fossà è una frazione di San Donà di Piave, nella città metropolitana di Venezia. Fu anche comune autonomo dal 1805 al 1807 nel Regno d'Italia napoleonico.
Il territorio di Fossà,  paludoso e poco popolato fino alla prima guerra mondiale, fu sottoposto a opere di bonifica idraulica a partire dal 1923. Nel 1932 fu eretto un primo oratorio per i fedeli, all'epoca costretti a recarsi a Grassaga per assistere alle funzioni religiose. Il 16 febbraio 1938 il vescovo di Vittorio Veneto, Eugenio Beccegato elevò Fossà in parrocchia. La chiesa, progettata dell'architetto Luigi Candiani, fu aperta al pubblico nel 1949 e consacrata dall'allora vescovo Albino Luciani il 26 agosto 1961. Il campanile invece, fu costruito tra il 1990 e il 1991. Presenta tre campane in Fa3 fuse dalla Premiata Fonderia De Poli di Vittorio Veneto (TV) nell'Anno Santo 1950 ed una campanella, presidente della vecchia chiesa.